# Besenyőtelek
Besenyőtelek je obec v maďarské župě Heves. V roce 2011 zde žilo 2 611 obyvatel.